# Sanguinoderma
Sanguinoderma Y.F. Sun, D.H. Costa & B.K. Cui  è un genere di funghi basidiomiceti lignicoli appartenente alla famiglia Ganodermataceae Donk. Le specie di questo genere si distinguono tra i funghi amaurodermatoidi per l'imenoforo che si colora di rosso sangue alla manipolazione (da cui il nome generico). A crescita terricola, le specie di questo genere - il più numeroso dopo Ganoderma P. Karsten e Amauroderma Murrill - sono distribuite nelle regioni tropicali e subtropicali dell'Africa, dell'Asia, dell'America settentrionale e di quella meridionale e dell'Oceania. La specie tipo è S. rude (Berk.) Y.F. Sun, D.H. Costa & B.K. Cui [Basionimo: Polyporus rudis Berk.]. 

## Descrizione
Basidiomi annuali, con gambo centrale o laterale, talvolta ridotto, fino a quasi sessili, da suberosi a legnosi. Cappello singolo, da suborbicolare a reniforme; superficie di colore variabile da marrone scuro a quasi nero, opaca, da glabra o tomentosa, zonata o con solchi concentrici e grinze radiali. Superficie imeniale da bianco grigiastra e grigia, virante al rosso quando ammaccata, quindi rapidamente annerente; pori circolari, angolosi o irregolari, con dissipimenti sa sottili a spessi, interi. Contesto bruno più o meno scuro, con linee resinose. Sistema ifale trimitico: ife generative incolori, a parete sottile, con giunti a fibbia; ife scheletriche da incolori a bruno giallastre, a parete spessa, arboriformi, ramificate e flessuose; ife connettive incolori o giallo pallido, a lume molto ristretto, ramificate e flessuose.

## Usi tradizionali
Sanguinoderma rugosum (Blume & T. Nees) YF Sun, DH Costa & BK Cui è considerato a Taiwan e in Cina una preziosa medicina con proprietà antitumorali. Le popolazioni indigene della Malesia pensinsulare utilizzano invece questo fungo per curare l'epilessia.

## Taxa
- S. bataanense (Murrill) YF Sun & BK Cui
- S. concentricum KY Niu, J. He & ZL Luo
- S. dehongense KY Niu, J. He & ZL Luo
- S. elmerianum (Murrill) YF Sun & BK Cui
- S. flavovirens YF Sun & BK Cui
- S. guangdongense BK Cui & YF Sun
- S. infundibulare BK Cui & YF Sun
- S. laceratum YF Sun & BK Cui
- S. leucomarginatum BK Cui & YF Sun
- S. longistipitum BK Cui & YF Sun
- S. melanocarpum BK Cui & YF Sun

- S. microporum YF Sun & BK Cui
- S. microsporum BK Cui & YF Sun
- S. ovisporum KY Niu, J. He, ZL Luo
- S. perplexum (Corner) YF Sun & BK Cui
- S. preussii (Henn.) BK Cui & YF Sun
- S. reniforme YF Sun & BK Cui
- S. rude (Berk.) YF Sun, DH Costa & BK Cui
- S.  rugosum (Blume & T. Nees) YF Sun, DH Costa & BK Cui
- S. sinuosum YF Sun & BK Cui
- S. tricolor BK Cui & YF Sun